# Mahmud Sami al-Barudi
Maḥmūd Sāmī al-Bārūdī (in arabo محمود سامي البارودي‎?; Damanhur, 6 ottobre 1839 – Il Cairo, 1904) è stato un militare, poeta e politico egiziano.
Fu anche primo ministro dal 4 febbraio 1882 al 26 maggio 1882.
Maḥmūd Sāmī al-Bārūdī, nato da una famiglia circassa a Damanhur, nell'attuale governatorato di Buhayra, era figlio di un generale che ricoprì la carica di governatore della città di Dongola, in Sudan, e che morì quando Maḥmūd aveva appena sette anni.
Dopo aver studiato privatamente, imparando a memoria il Corano e approfondendo le conoscenze di lingua e calligrafia araba, proseguì i suoi studi in modo più convenzionale, frequentando scuole pubbliche e approfondendo le sue nozioni di matematica, storia e diritto fino all'età di dodici anni, quando nel 1851 prese a seguire i corsi dell'accademia militare egiziana.
Ne uscì nel 1855 col grado di bāshjāwīsh (sergente maggiore) e due anni dopo, nel 1857, entrò al ministero degli esteri egiziano, ricevendo come sua prima destinazione Istanbul, capitale di quell'Impero ottomano da cui nominalmente dipendeva ancora l'Egitto, malgrado la dinastia alawita fondata da Mehmet Ali governasse ormai da qualche tempo il Paese in modo concretamente autonomo.
Qui rimase col titolo di segretario per gli affari esteri egiziani, affinando (malgrado i suoi impegni ufficiali) il suo gusto per la poesia, non solo araba ma anche turca e francese.
Fu promosso binbāshī (comandante di battaglione) nel luglio del 1863, assumendo il comando della guardia vicereale. Fu poi membro della missione militare che l'Egitto mandò a Camp de Châlons, in Francia, e poi a Londra. Nel 1864 fu promosso qāʾim maqām (tenente colonnello) del 3º reggimento della guardia e, poco dopo, amīr-ālāy (colonnello del 4º reggimento della stessa guardia.
Partecipò nel 1865 all'intervento militare a Creta, venendo promosso l'anno dopo dal Chedivè Ismāʿīl comandante della sua guardia, per diventare poi suo segretario personale ed essere inviato di nuovo a Istanbul nel corso della guerra serbo-bulgara. 

All'epoca della guerra con la Russia (1877) fu promosso amīr al-liwāʾ (brigadier generale), per occuparsi della riorganizzazione dell'esercito egiziano.
Fu poi nominato ministro dei beni Waqf nel 1879 e fino al 1882, al-Bārūdī cercò di mettere ordine e restituire efficienza al vastissimo patrimonio dei beni di manomorta, inalienabili ma spesso in decadenza e del tutto improduttivi. Favorì in tal modo l'edificazione di moschee e fontane, avviando inoltre la costruzione della prestigiosa Biblioteca chediviale al Cairo (oggi Dār al-Kutub, "casa dei libri"), battendosi per la costruzione di un museo delle arti (che, sorto più tardi e diventato essenziale punto di riferimento culturale, ebbe il nome di Dār al-Funūn). Nel 1881 era intanto stato promosso farīq (tenente generale).

## L'impegno patriottico di al-Bārūdī
La sua levatura d'importante uomo politico egiziano non poté estraniarlo dal nascente fermento patriottico egiziano che fu interpretato dal generale Aḥmad ʿOrābī e che dette il via alla cosiddetta "rivolta araba" (al-Thawra al-ʿArabiyya). Esso, benché stroncata dal Regno Unito (padrone di fatto dell'Egitto e della corona egiziana), fu punto ideale di riferimento per tutti i successivi moti patriottici arabi e fertile semenza per le diverse lotte indipendentistiche nel Maghreb e nel Mashreq arabo.
Alla caduta perciò del gabinetto di Muhammad Sharif Pascià, ricevette l'incarico di formare una nuova compagine governativa, proprio per la grande fama che lo circondava, in cui parte non esigua aveva la sua vasta fama di ottimo poeta, tanto da essere chiamato Rabb al-sayf wa l-qalām (in arabo رب السيف و القلم‎?), "signore di spada e di penna").
Nel suo governo, al ministero della guerra al-Bārūdī chiamò proprio ʿOrābī e solo questo basta a dimostrare i suoi sentimenti patriottici che, ovviamente, irritavano il Regno Unito e lo stesso chedivè, estremamente docile alla volontà della grande potenza europea.
La proclamazione della Costituzione egiziana nel 1882; i moti che fornirono l'alibi alla flotta britannica - comandata dall'ammiraglio sir Frederick Beauchamp Seymour, più tardi Lord Alcester - per bombardare Alessandria d'Egitto, lo sbarco immediatamente dopo delle truppe di Sua Maestà e la sconfitta di ʿOrābī a Tell al-Kebir, presso Il Cairo, portarono alla fine delle speranze nazionalistiche egiziane e all'esilio di tutti i leader della Rivolta, tra cui lo stesso al-Bārūdī, che fu costretto perciò a trascorrere a Colombo (Ceylon) il lunghissimo periodo che dal 1882 va al 1900, occupato interamente dai suoi diletti interessi poetici, ai quali si dedicò interamente una volta tornato in patria, dopo aver ottenuto il perdono del chedivè.